# Famelica pacifica
Famelica pacifica là một loài ốc biển, là động vật thân mềm chân bụng sống ở biển trong họ Conidae.